# Prospero Marefoschi
Prospero Marefoschi (ur. 24 września 1653 w Potenza Picenie, zm. 24 lutego 1732 w Rzymie) – włoski kardynał.

## Życiorys
Urodził się 24 września 1653 roku w Potenza Picenie, jako syn Camilla Marefoschiego i Speranzy Guarnieri. Studiował na Uniwersytecie w Fermo, gdzie uzyskał doktorat utroque iure. Wkrótce potem został referendarzem Trybunału Obojga Sygnatur, a 21 grudnia 1709 roku przyjął święcenia diakonatu. 1 czerwca 1711 roku został tytularnym arcybiskupem Cyreny, a sześć dni później przyjął sakrę. Rok później został asystentem Tronu Papieskiego, a w 1721 – tytularnym arcybiskupem Cezarei. 20 grudnia 1724 roku został kreowany kardynałem prezbiterem i otrzymał kościół tytularny San Crisogono. W 1726 roku został wikariuszem generalnym Rzymu. Zmarł 24 lutego 1732 roku w Rzymie.